# Эккерман, Юлия
Катарина Юлиана «Юлия» Эккерман (швед. Catharina Juliana "Julie" Eckerman, 1765—1800) — шведская куртизанка и, вероятно, шпионка. Она наиболее известна как содержанка риксрода графа Карла Спарре, отношения с которым привлекали общественное внимание и были использованы противниками Спарре во время его политической карьеры.

## Биография
Юлия Эккерман родилась в семье писательницы Катарины Альгрен и Бенгта Эдварда Эккермана, кавалерийского мастера королевских гусар Скании. Её сестрой была Шарлотта Эккерман, оперная певица, актриса и куртизанка. Её родители расстались в 1768 году из-за измены её отца и после того, как он отказался признать её младшего брата. По меньшей мере, Юлия с сестрой Шарлоттой воспитывались матерью. Они получили прекрасное образование и были обучены французскому языку. Однако дом был беден, и Эккерман позже описывала, что её детство, хотя и сопровождавшееся хорошим образованием, было несчастным в том, что касалось экономики. И Юлия, и её сестра Шарлотт с юного возраста были активными куртизанками или элитными проститутками. Среди её клиентов был некий Мюллер, секретарь германского представительства в Стокгольме, за которым она якобы шпионила в государственных целях. Это же касалось и её отношений с российским послом Андреем Разумовским.
В 1780 году она стала любовницей риксрода графа Карла Спарре, который приобрёл славу распутника, особенно после того, как овдовел после смерти своей супруги Ульрики Стрёмфельт. С 1785 года Юлия Эккерман открыто жила с ним в его дворце Бельвю, официально имея статус домовладельца. Политические советники Спарре обвиняли его в том, что он растратил деньги, собранные через его ведомство, на Юлию Эккерман, которая, как говорили, контролировала его действия и принимала заказы от просителей, которые хотели повлиять на него. Это было проиллюстрировано известным политическим памфлетом.
В 1789 году Спарре прекратил с ней свои отношения, так как планировал снова жениться, и устроил её брак с Нильсом Бьоркегреном, который был описан как красивый юноша и которого он сделал градоначальником Линчёпинга.